# Karmelitinnenkloster Aachen
Das Kloster der Unbeschuhten Karmelitinnen (OCD) in Aachen besteht seit 1662 und wurde mehrfach aufgehoben und an verschiedenen Orten in der Stadt wieder neu errichtet.

## Die Zeit von 1662 bis zur Säkularisation

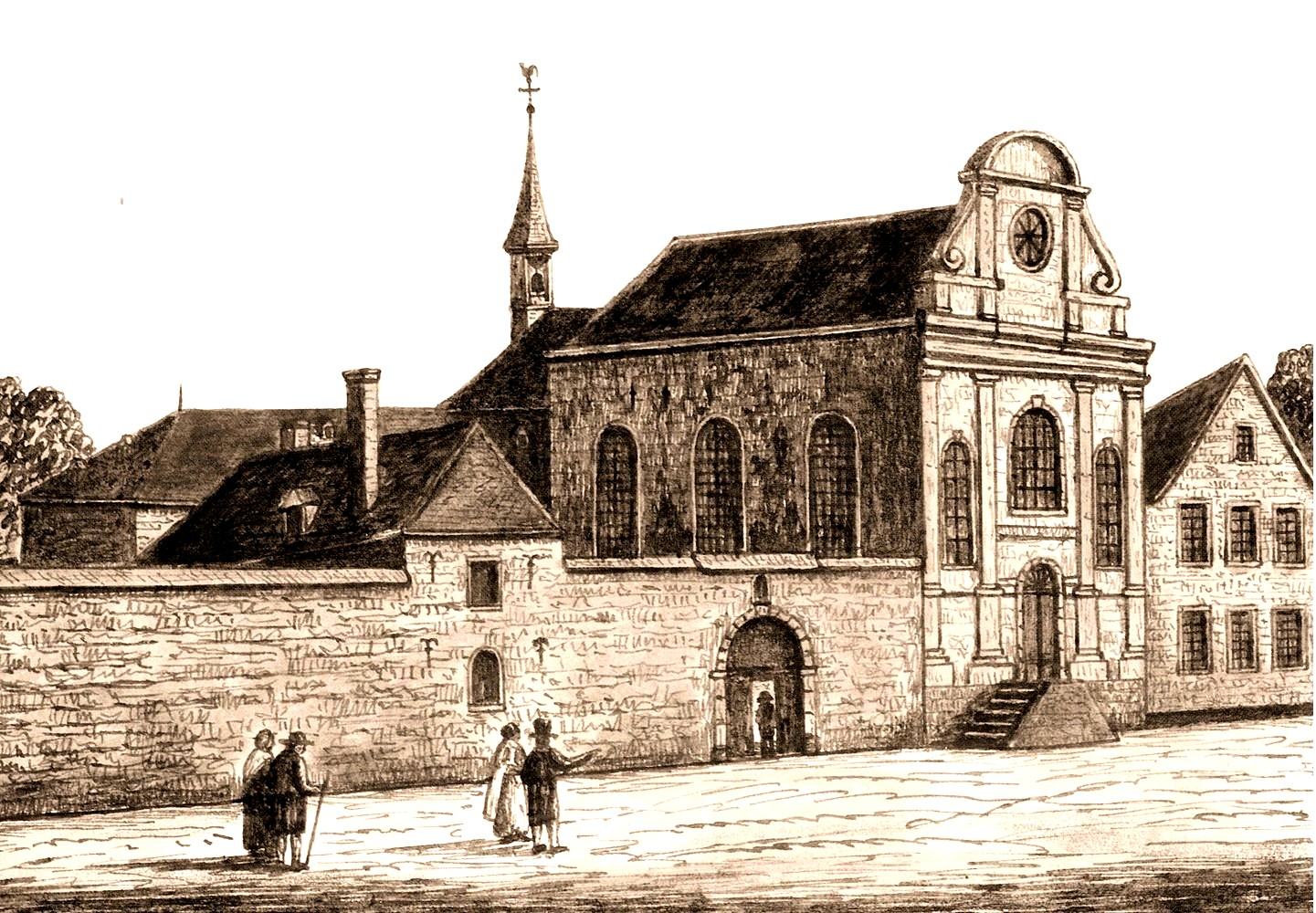
Niederlassung Pontstraße mit Theresienkirche

Um 1640 errichteten die Unbeschuhten Karmelitinnen (OCD), damals auch Discalceatessen genannt, zwei Klöster in Köln: aus ’s-Hertogenbosch geflohene Schwestern den Karmel in der Kupfergasse und aus Brüssel und Antwerpen kommende Schwestern den Karmel Regina Pacis im Rottenkirchenschen Haus in der Schnurgasse.
Der pfalz-neuburgische Kämmerer Wilhelm von Binsfeld, Freiherr zu Wijlre, Herr zu Binsfeld, Gertzen und Laurensberg, schenkte seiner Schwester, der Priorin des Karmels in der Kupfergasse, Norbertina a Jesu, den früheren Hof des Junkers Schönforst in der Aachener Pontstraße gegenüber dem Eingang zum Beginenwinkel, etwa am Ort der späteren Theresienkirche und des heutigen Alexander-von-Humboldt-Hauses. Bedingt durch den Aachener Stadtbrand von 1656 verzögerte sich die Genehmigung der Gründung eines Klosters bis 1660. Das einfache einstöckige Haus mit zwei Mansardenfenstern im Steildach war der erste Klosterneubau nach dem Brand. Die ersten Schwestern zogen 1662 ein.
Mit der Wahl von Anna Maria von Wespien zur Priorin nahmen die Schenkungen zu und der Bau der Theresienkirche begann. Der Aachener Geschworene, Ratssteinmetz und Maurermeister Laurenz Mefferdatis plante und leitete die Ausführung. 1745 stand der Rohbau und nach Verzögerung wegen Geldmangels erfolgte im Jahr 1748 die Konsekration auf die hl. Teresa von Ávila. Weitere Schritte des Innenausbaus nach Entwürfen von Johann Joseph Couven dauerten bis etwa 1765. Mit der Säkularisation wurde das Kloster aufgehoben. Ab 1803 nutzte eine Armenschule als „Theresianische Anstalt“ das Gebäude, später wegen der Unterstützung durch Kaiserin Josephine zur „Josephinischen Anstalt“ umbenannt.

## Die Zeit von 1858 bis zum preußischen Klostergesetz

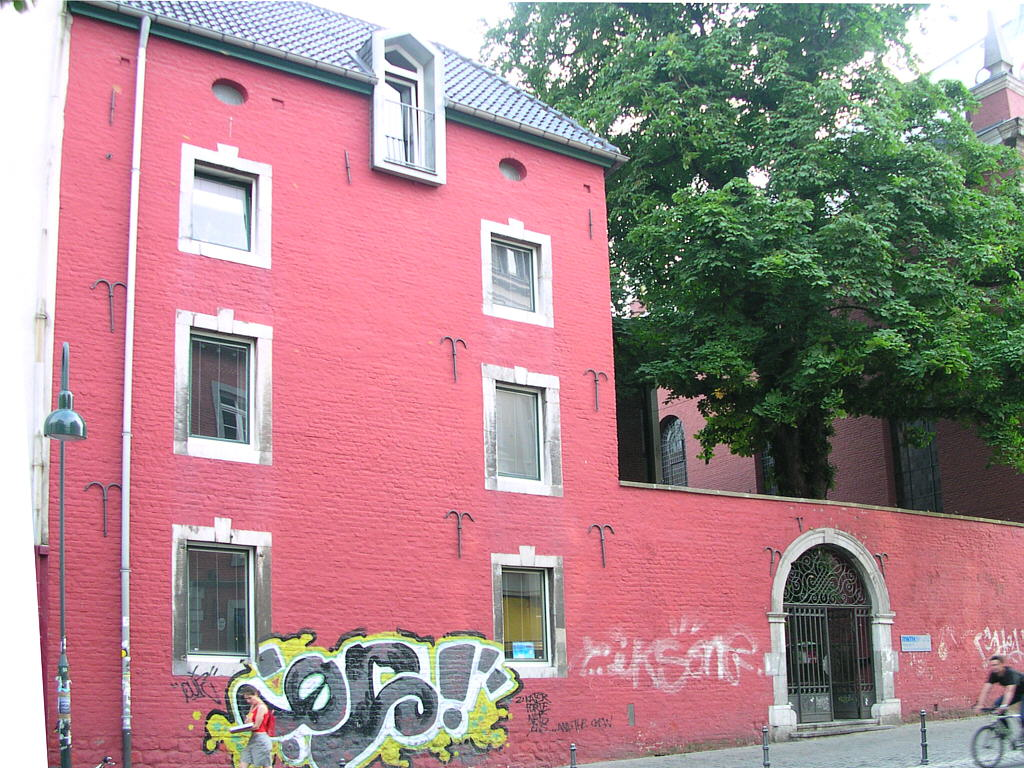
Teile des ehemaligen Klosters in der Pontstraße, heute Alexander-von-Humboldt-Haus
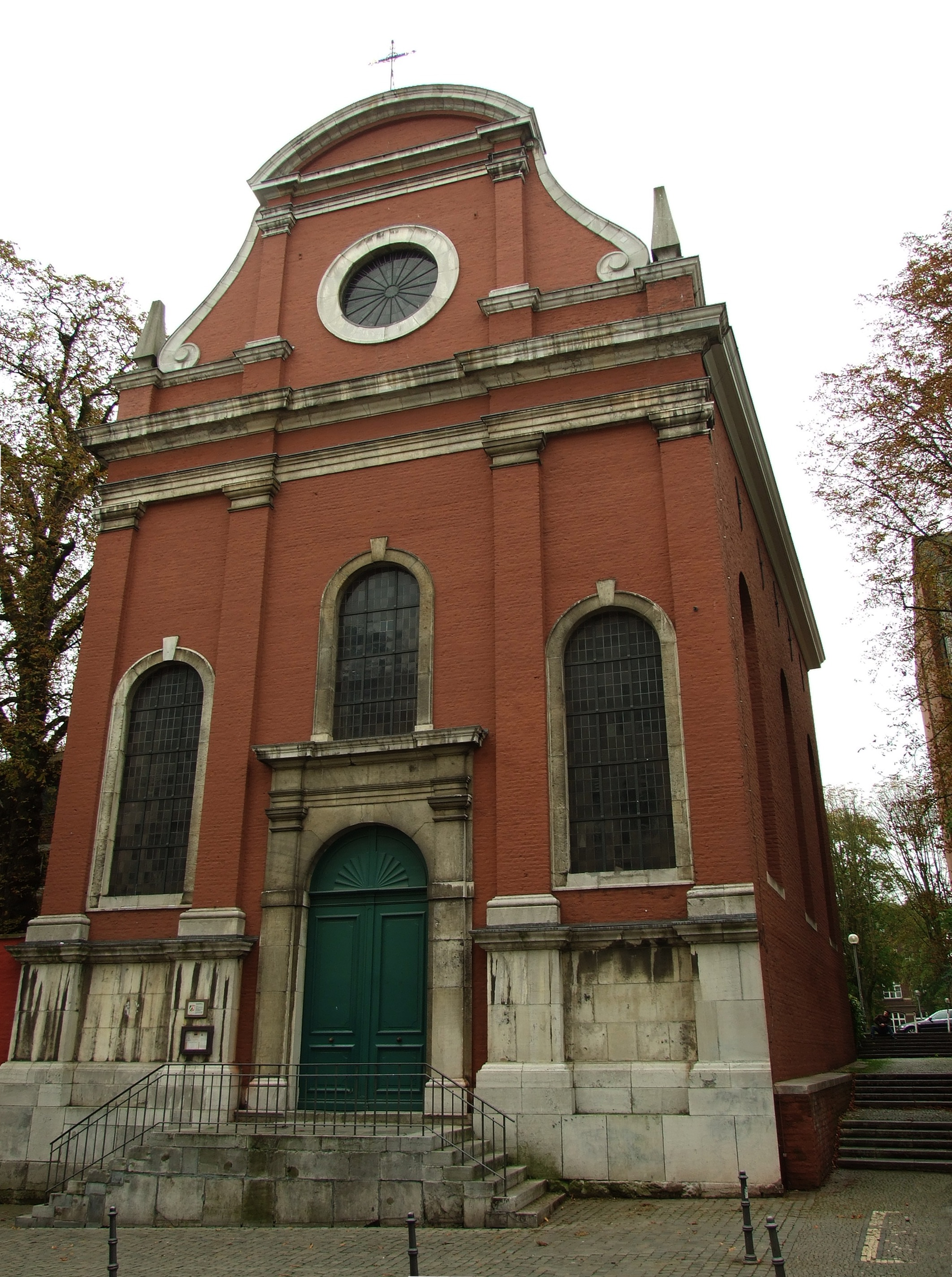
Theresienkirche im 21. Jahrhundert

Nachdem 1850 ein neuer Kölner Karmel durch zwei Schwestern aus Lüttich wiedergegründet worden war, zuerst in der Dechanei von St. Kunibert, dann in einem neuen Kloster St. Joseph bei St. Gereon, folgte als zweites Kloster in den Rheinlanden wieder eine Aachener Niederlassung. Freiin Mathilde von Coels nahm 1858 zusammen mit Therese Pelzer Kontakt zum Hospiz des Hl. Johannes vom Kreuz in Courtrai auf. Als Grundstück bot sich eine ehemalige Fabrik in der Pontstraße neben dem aufgehobenen Karmel mit Garten bis zur Eilfschornstraße an. Der Bau des Klosters wurde im November 1858 genehmigt und im Juli 1859 kamen sechs belgische Schwestern. Diese baten allerdings schon 1862 um ihre Rückkehr nach Belgien.
Daraufhin wurde von Köln Subpriorin Josepha als Oberin und drei bis vier weitere Schwestern, darunter Schwester Theresia a Jesu, geborene Helene Hohmann, nach Aachen zur Übernahme geschickt. Der Konvent wählte dort im August 1866 Theresia zur Priorin.
Der Bau in der Pontstraße genügte bald dem gewachsenen Konvent nicht mehr. Ein Neubau in der Lousbergstraße wurde geplant. Im April 1869 schickte Architekt Schneider seine Pläne nach Köln, und nach Beanstandungen durch Diözesanbaumeister Vinzenz Statz reichte er im August die geänderten Pläne ein. Nach der Grundsteinlegung im September zogen im Oktober 1870 die Nonnen im neuen Klosterbau ein. Er war quadratisch angelegt, im Erdgeschoss Chor, Präparatorium, Refektorium, Rekreations- und Noviziatszimmer, Koch-, Spül- und Waschküche, Bäckerei, Proviantraum, innere Sakristei, und Paramentenzimmer, Sprechzimmer und drei kleine Zimmer, im ersten Stock 21 Zellen, mehrere Krankenzimmer, ein kleiner Betraum, Roberie, Sprechzimmer. Alle Zellen hatten Sicht auf den Chor mit dem Tabernakel. Die Kirche wurde im Oktober 1871 auf dem hl. Josef von Nazareth benediziert. Nach einem Entwurf von Architekt Schneider erfolgte 1872 dort der Aufbau eines Hauptaltars und zweier Nebenaltäre. 1874 wurde Mutter Theresa als Priorin nach Neuss gerufen.
Mit dem Klostergesetz im Rahmen des Kulturkampfes musste im September 1875 das Kloster geräumt werden. Die Nonnen zogen nach St. Pietersberg bei Maastricht in ein ehemaliges Hotel und bauten es zu einem Kloster um, die Kölner gründeten einen Karmel in Echt und die Neusser siedelten zuerst nach Baarlo und dann in die Stadt nach Roermond um. Im Mai 1880 kehrte Mutter Theresia wieder nach Maastricht zum Aachener Karmel zurück.
Das Gebäude in der Lousbergstraße war immer noch im Besitz der Aachener Karmelitinnen. Es wurde zuerst als Töchterpensionat verwendet, dann zog Stiftskapellmeister Heinrich Böckeler mit seiner Kirchenmusikschule zur Ausbildung von Organisten ein, die im November 1886 das erste Diözesaninstitut in Rheinland und Westfalen wurde.

## Die Zeit von 1890 bis zur Aufhebung im Nationalsozialismus

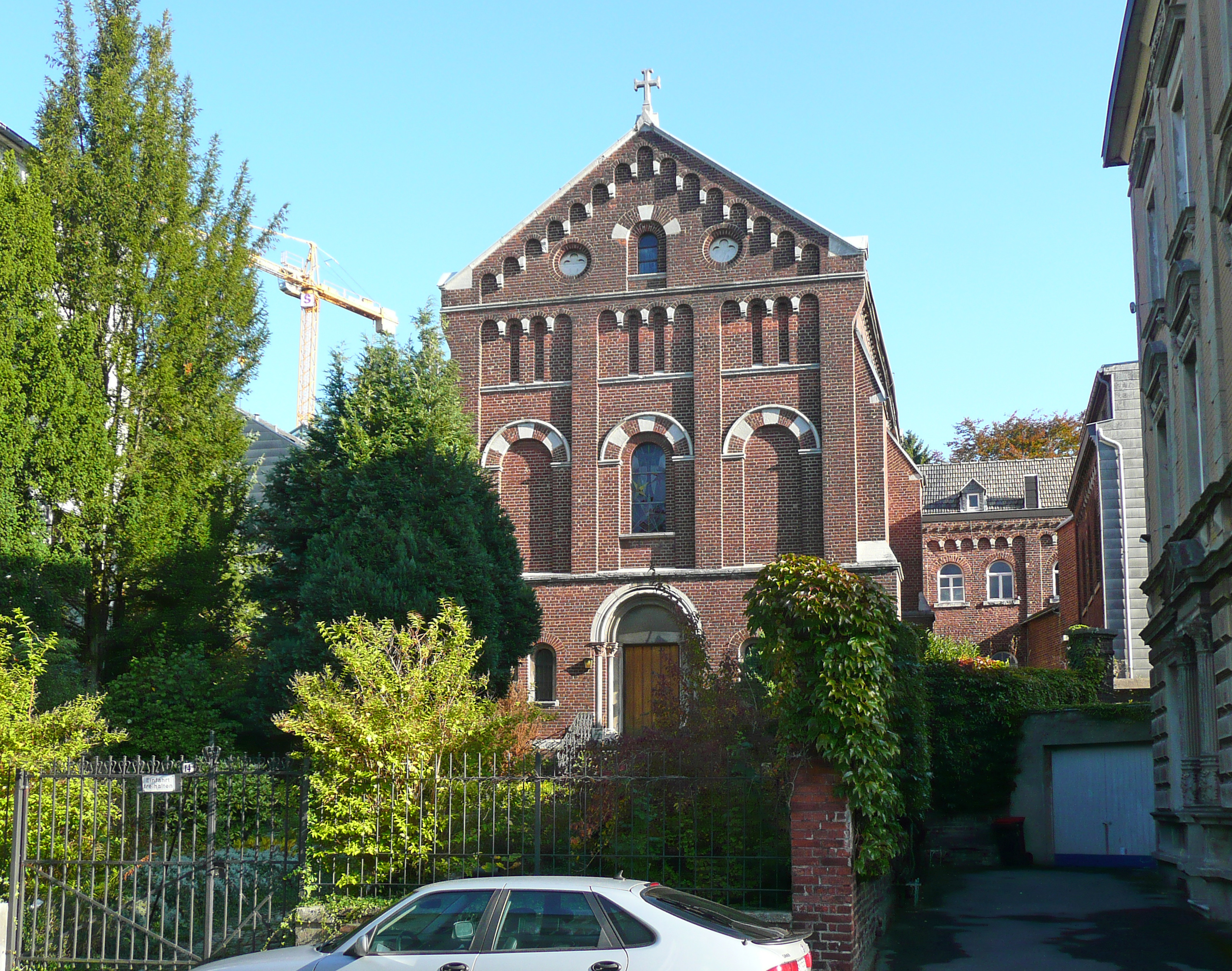
St.-Josef-Kapelle, Lousbergstraße, Zustand 2012

Mit dem Ende des Kulturkampfes wurde 1890 der Maastrichter Karmel geteilt. Mutter Theresa kehrte mit einigen Schwestern wieder zurück nach Aachen in die Lousbergstraße. Kapellmeister Böckeler bezog gerade das neuerbaute Gregoriushaus in der Eynattenerstraße. Die Behörden hatten das Kloster genehmigt mit der Auflage, dass nur Deutsche als Ordensangehörige aufgenommen werden durften und der alleinige Zweck des Klosters die Führung eines beschaulichen Lebens sei.
1908 wurde die Kirche gründlich innen renoviert, wobei Johann Küppers die Ausmalung ausführte. Mutter Theresia gründete dann als Vikarin den Karmel in Köln wieder, ihre vierte Neugründung. Mit dem Rückkauf des Karmels bei St. Gereon zog sie im Oktober 1896 mit fünf Schwestern nach Köln und baute den Karmel zum Prager Jesulein auf. Dieser siedelte 1899 nach Köln-Lindenthal um.
Im Juli 1941 wurde das Kloster an der Lousbergstraße geschlossen und durch die Gestapo beschlagnahmt. Die Ordensschwestern fanden in dieser Zeit Unterschlupf in Privatquartieren. Im Verlaufe des Zweiten Weltkrieges traf ein Luftangriff im Juli 1943 die Theresienkirche schwer, im April 1944 wurde der alte Karmel zerstört und am Ende des Krieges war auch der Karmel in der Lousbergstraße nicht mehr bewohnbar. Nur das Rektorat und das Pfortenhaus konnten noch von obdachlosen Familien genutzt werden. Auch die Kirche erlitt schwere Schäden.

## Die Zeit nach dem Zweiten Weltkrieg bis heute

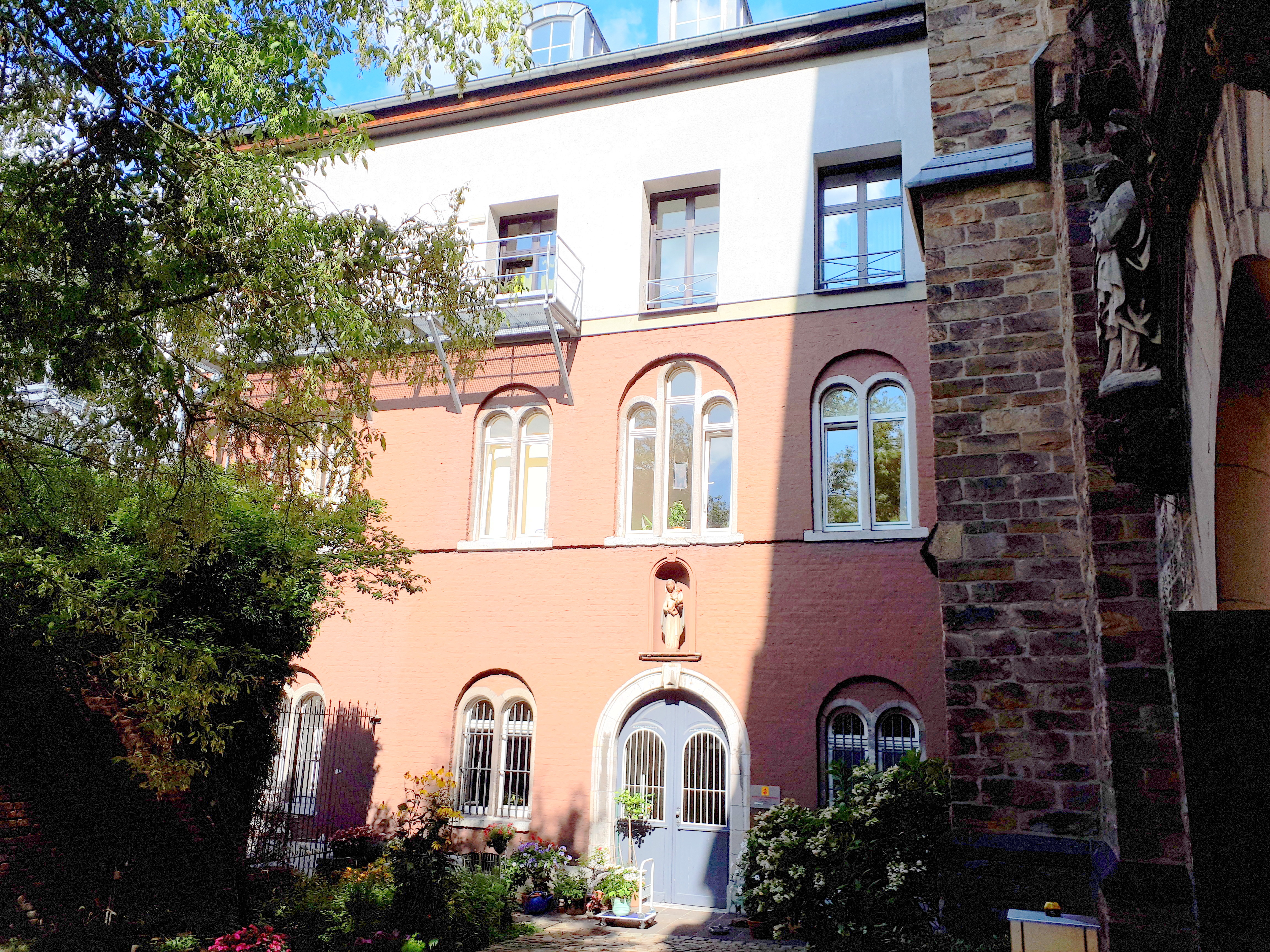
Karmelitinnenkloster Paulusstraße, Seiteneingang Jakobstraße

Mit dem Ende des Krieges sammelten sich die Schwestern wieder in Aachen und bauten den Karmel neu auf. Im März 1954 wurde der fast fertiggestellte Bau eingeweiht und 1958 konnten sie die Aufbaumaßnahmen abschließen. 1981 traten sie der Deutschen Konföderation der Karmelitinnen bei.
2009 mussten die Schwestern das Kloster in der Lousbergstraße aufgeben, da es von dem kleinen Konvent nicht mehr finanziert und instand gehalten werden konnte. Sie zogen um in die Paulusstraße 10, wo sie sich in unmittelbarer Nachbarschaft zur ehemaligen Dominikanerkirche St. Paul einen Klosterkomplex mit der Niederlassung der Armen-Schwestern vom heiligen Franziskus teilen.

## Gräberfeld
Seit 1897 finden die Ordensschwestern ihre letzte Ruhestätte in einem Gräberfeld auf dem Aachener Ostfriedhof.